# Tabernaemontana pachysiphon
Tabernaemontana pachysiphon är en oleanderväxtart som beskrevs av Otto Stapf. Tabernaemontana pachysiphon ingår i släktet Tabernaemontana och familjen oleanderväxter. Inga underarter finns listade i Catalogue of Life.